# Nancy Rae
Agnes W. Nan Rae (Motherwell, Escocia, 14 de enero de 1944) es una nadadora, retirada, especializada en pruebas de estilo libre. Fue medalla de bronce en 400 metros libres durante el Campeonato Europeo de Natación de 1958.Ocupó el sexto lugar en los Juegos Olímpicos de Roma de 1960.

## Palmarés internacional
| Campeonato Europeo de Natación | Campeonato Europeo de Natación | Campeonato Europeo de Natación | Campeonato Europeo de Natación |
| Año                            | Lugar                          | Medalla                        | Prueba                         |
| ------------------------------ | ------------------------------ | ------------------------------ | ------------------------------ |
| 1958                           | Budapest (Hungría)             | Medalla de bronce              | 400 m libre                    |